# History (The-Verve-Lied)
History (englisch: hier im Sinne von „Vergangenheit“) ist ein Song der nordenglischen Rockband The Verve und wurde von der Plattenfirma nach ihrer ersten Trennung im August 1995 als Single veröffentlicht. Der Song erschien als EP, wurde in zwei unterschiedlichen Varianten gepresst und am 18. September 1995 für den Markt freigegeben. Er ist zudem einer der zwölf Songs von dem 1995er Album der Band A Northern Soul.

## Der Song

Blakes London, auf das sich History textlich bezieht

### Beschreibung
Der Song History ist eine softe Britpop-Hymne im Stile der großen Songwriter-Balladen, mit denen The Verve zwei Jahre später den weltweiten Durchbruch schafften und zu den letzten großen Helden der Britpop-Phase der 1990er wurden. History ist geprägt von einem heroisch tragenden Streicher-Arrangement, der kräftig warmen Stimme von Richard Ashcroft und einem lyrisch-romantischen Text. Als geistige Väter des Songs gelten die vier Mitglieder der Band.
Mit der Aufschrift „All Farewells Should Be Sudden“ (dt.: alle Trennungen sollten plötzlich geschehen) auf dem Titelbild der EP wurde History zur Abschiedssingle von The Verve. Für das Cover ließ sich die Band am Times Square fotografieren. Das Zitat bezog sich im engeren Sinne auf partnerschaftliche Beziehungen, wurde aber zum Omen für die Band, die sich nach dem Ausstieg des Sängers im August 1995 trennten.

### Text und Video
Der Text lehnt sich strukturell und inhaltlich an das Gedicht London von William Blake – einem englischen Dichter aus dem 18. Jahrhundert – an und verarbeitet mutmaßlich Richard Ashcrofts Trennung von seiner langjährigen Freundin ein Jahr zuvor.
Der Videoclip zum Song wurde von Richard Ashcroft produziert. Dazu nahm er die alten Videos der Band und collagierte aus den einzelnen Szenen einen neuen Clip.

## History EP
Release #1
1. History (Radio Edit)
2. Back On My Feet Again
3. On Your Own (Acoustic)
4. Monkey Magic

Release #2
1. History (Album Version)
2. Grey Skies
3. Life’s Not A Rehearsal

Monkey Magic ist ein Remix von Nick McCabe zu Brainstorm Interlude (Original erschienen auf A Northern Soul), Life’s Not A Rehearsal ist ein Remix von Nick McCabe zu Life’s An Ocean (Original erschienen auf A Northern Soul).

## Veröffentlichungen auf Tonträgern bei „The Verve“
- A Northern Soul (Album, VÖ: 20. Juni 1995, Albumversion)
- History EP (Single #1 + #2, VÖ: 18. September 1995, Radio Edit bzw. Albumversion)
- Lucky Man EP (Single #2, VÖ: 1. November 1997, Albumversion als B-Seite)
- This Is Music – The Singles: 1992–1998 (Best-Of-Compilation, VÖ: 29. Oktober 2004; Albumversion)